# 나포강

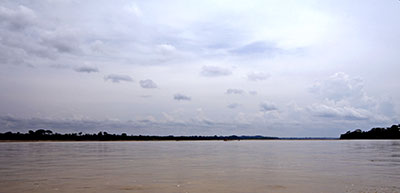
나포강

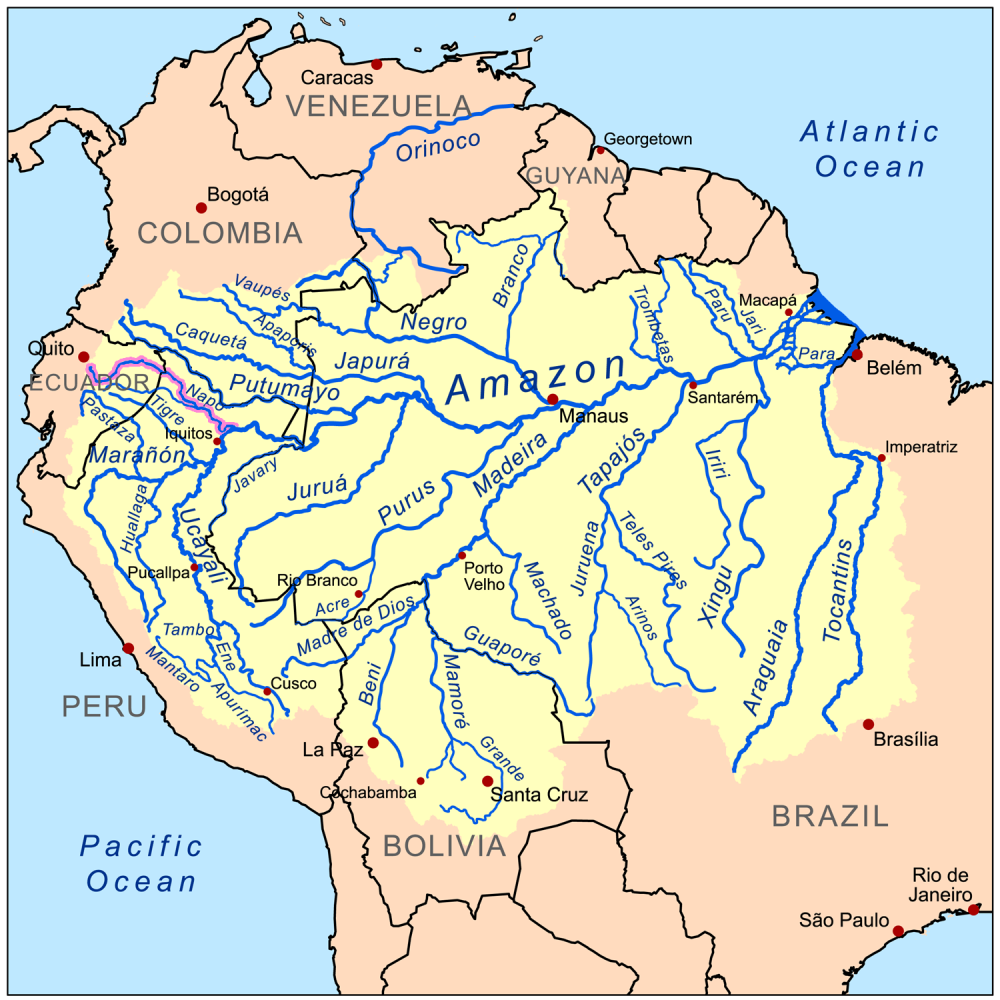
나포강의 유역

나포강(스페인어: Río Napo)는 에콰도르와 페루 사이를 흐르는 강으로 길이는 1,075 km, 유역 면적은 100,518 km2, 평균 유량은 초당 6,976 m3이다. 안데스산맥의 코토팍시산에서 발원하여 아마존강으로 흘러간다.